# 汪晋宽
汪晋宽（1957年4月—），辽宁沈阳人，工学博士，退休后仍任东北大学信息科学与工程学院教授，曾任东北大学副校长、东北大学秦皇岛分校校长、中国仪器仪表学会理事、《International Journal of Information and Systems Sciences》国际英文杂志主编、教育部电子商务教指委委员、河北省政协第九届委员会委员、河北省第十一届人民代表大会代表，第四届河北省政府自然科学基金委员会委员、中国高等教育管理学会常务理事、河北省电子信息类教学指导委员会副主任委员、河北省器仪表学会副理事长，于2017年8月退休。

## 履历
1982年2月-1983年8月，鞍山钢铁学院自动控制系助教
1986年1月-1988年8月，东北工学院自动控制系讲师
1993年4月-1994年5月，日本文部省宇宙科学研究所研究员
1994年6月-1998年2月，日本科索株式会社研究部主事
1998年3月-1999年10月，东北大学秦皇岛分校副校长，东北大学信息科学与工程学院副教授
1999年11月-2011年1月，东北大学秦皇岛分校校长，东北大学信息科学与工程学院教授
2011年1月-2015年8月，任东北大学党委常委、副校长兼东北大学秦皇岛分校校长，东北大学信息科学与工程学院教授
2015年8月-2017年8月，任东北大学党委常委、副校长，东北大学信息科学与工程学院教授
2017年8月-今，东北大学信息科学与工程学院教授